# تاريخ توم جونز اللقيط
تاريخ توم جونز، اللقيط (بالإنجليزية: The History of Tom Jones, a Foundling)‏ غالبا ما تعرف اختصارا باسم توم جونز، هي رواية كوميدية للكاتب المسرحي والروائي الإنجليزي هنري فيلدنغ. تعتبر الرواية من صنف الروايات التشردية. نشرت لأول مرة في 28 فبراير 1749 في لندن، وهي من أوائل أعمال النثر الإنجليزية التي توصف بأنها رواية،  وتعتبر أقدم رواية ذكرها سومرست موم في كتابه الروائيون العظماء ورواياتهم الذي كتبه عام 1948 من بين أفضل عشر روايات في العالم. يبلغ عدد كلماتها 346,747 كلمة، وتقسم أحيانا إلى 18 كتابا أصغر، كل يسبقه فصل استطرادي، وأغلبها على موضوعات لا علاقة لها بالكتاب نفسه. وهو مهدى إلى جورج ليتلتون.
رغم طولها فإنها على درجة عالية من التنظيم. جادل كوليردج أن لدى الرواية "أكثر ثلاث قطع مثالية على الإطلاق”. رغم أن الناقد صامويل جونسون احتج على أبداه فيلدينغ "من تمييز قوي بين الحق والباطل"، تم استقبال الرواية بحماس من قبل الجمهور العام وقتها. تعتبر رواية توم جونز بصفة عامة أعظم كتاب فيلدينغ، وكما أنها مؤثرة في الأدب الإنجليزي.

## روابط خارجية
- تاريخ توم جونز اللقيط على موقع الموسوعة البريطانية (الإنجليزية)